# Nacionalni muzej zrakoplovstva i astronautike
Nacionalni muzej zrakoplovstva i astronautike (engleski: National Air and Space Museum, skr. NASM) je muzej na Nacionalnoj aleji (National Mall) u gradu Washingtonu kojim upravlja institut Smithsonian, jedna od najvažnijih američkih istraživačkih institucija, koja uključuje mnoge druge muzeje, kao što su: Nacionalni prirodoslovni muzej, Paviljon umjetnosti i industrije, i dr. NASM raspolaže najvećom svjetskom kolekcijom povijesnih zrakoplova i svemirskih letjelica, a gotovo svi izlošci su originalni povijesni primjerci ili su njihove identične kopije. On je također i istraživački centar koji prije svega posvećen povijesti i znanosti zrakoplovstva, astronautike, a bavi se i planetologijom, geologijom i geofizikom. 
Osnovan je 1946. godine kao „Nacionalni muzej zrakopolovstva”, a svoju glavnu zgradu je otvorio na tridesetogodišnjicu postojanja, 1976. godine. Površina zgrade iznosi oko 71.000 m², a kolekcija zauzima 14.970,9 m² izložbene površine. 
Nacionalni muzej zrakoplovstva i astronautike je najpopularniji muzej Instituta Smithsonian, te je 2013. god. muzej posjetilo skoro 7 milijuna posjetitelja, po čemu je bio 2. po posjećenosti muzej u SAD-u i 4. najposjećeniji muzej na svijetu.

## Povijest
Nacionalni muzej zrakoplovstva i astronautike se po osnutku, 12. kolovoza 1946. godine,  zvao Nacionalni muzej zrakoplovstva. Najstariji eksponati u njemu su skupina kineskih letjelica zmajeva koja potječe iz 1876. godine. Ovu kolekciju letjelica zmajeva muzej je dobio kao donaciju za prvu službenu svjetsku izložbu u Sjedinjenim državama, koja je održana u Philadelphiji (Centennial Exhibition). Naime, tajnik Smithsoniana, Spencer Fullerton Baird uvjerio je Kinesku kraljevsku komisiju kako bi prijevoz takve vrste eksponata u matičnu zemlju bio vrlo skup. Pored toga, među starije eksponate spada i Stringfellow parni stroj namijenjen za let koji potječe iz 1889. godine. Stringfellow parni stroj bio je prvi predmet koji je Smithsonian kupio za svoju kolekciju eksponata, danas poznatu kao NASM kolekcija.
Nakon osnutja muzeja nije postojala zgrada u kojoj bi se mogli izložiti svi eksponati, jer su mnogi primjerci dobiveni iz zbirke vojske i mornarice SAD-a, uključujući i domaće i zarobljene zrakoplove tijekom Prvog svjetskog rata. Neke letjelice su bile izložene u Zgradi umjetnosti i industrije, neke su sačuvane u Zgradi zrakoplova, poznatoj i kao Tin Shed (doslovno „Limena baraka”), ogromnom objektu od metala koji je imao privremenu funkciju, a nalazio se na južnoj strani dvorišta Smithsonovog dvorca (Prva zgrada Nacionalnog muzeja). Veći projektili i rakete su bili izloženi napolju, dok je veći dio kolekcije ostao u skladištu zbog nedostatka prostora za izlaganje.
Nova zgrada je otvorena na tridesetogodišnjicu postojanja, 1976. godine. Arhitekt Gyo Obata (tvrtka HOK) je zamislio zgradu muzeja u obliku četiri jednostavne kocke koje su izvana presvučene slojem mramora. Kocke su kao dijelovi zgrade povezane s tri prostrane čelično-staklene konstrukcije, kako bi se u njima mogli izložiti veliki eksponati poput raketa, svemirskih letjelica i zrakoplova. Zapadni dio zgrade djeluje poput divovskih staklenih vrata i koristi se za postavke velikih eksponata. Građevina ovog muzeja je slična zgradi Nacionalne galerije umjetnosti koja se također nalazi na Nacionalnoj aleji.
U ožujku 1994. godine, prilikom obilježavanja pedesetogodišnjice atomskog bombardiranja Japana pojavile su se svojevrsne kontoverze povezane s muzejom. Središnji dio izložbe bio je Enola Gay, bombarder B-29 koji je ispustio bombu "Little Boy" na japanski grad Hirošimu. Nakon pritisaka „Udruge zrakoplovnih snaga” (Air Force Association) i  „Udruge umirovljenih časnika” (The Retired Officers Association) kako je izložba i cijela institucija „nedomoljubna”, ravnatelj Martin O. Harwit je radikalno reducirao izložbu, te je čak i umanjio broj američkih žrtava u ratu s Japanom za 75%. Zbog toga ga je Američki kongres primorao na ostavku u svibnju 1995. god. I pored radikalno umanjene izložbe, u roku od godinu dana posjetilo ju je više od milijun posjetitelja, što ju i danas čini najpopularnijom u povijesti muzeja.

## Kolekcija
Muzejska zbirka, između ostalog, sadrži zapovjedni modul s misije Apollo 11, kapsula s misije Mercury-Atlas 6 u kojoj je letio John Glenn, Lindberghov Spirit of St. Louis, Bell X-1 koji je prvi probio zvučni zid, te Wright Flyer braće Wright u blizini ulaza.
- Skulptura Ad Astra („Do zvijezda”) na ulazu u Muzej
- Wright Flyer
- Spirit of St. Louis
- Chicago, prvi zrakoplov koji je obletio svijet (1924.)
- Hindenburg (cepelin), model LZ 129
- Macchi C.202 i P-51 Mustang
- North American X-15
- Bell X-1
- Merkurov svemirski brod Friendship 7
- Svemirska letjelica Pioneer H
- Mjesečev Apollo modul LM-2
- Prikaz pilot projekta Apolo-Sojuz
- SpaceShipOne

## Vanjske poveznice
|  | Zajednički poslužitelj ima još gradiva o temi Nacionalni muzej zrakoplovstva i astronautike |

- Službene stranice muzeja  Arhivirana inačica izvorne stranice od 12. prosinca 2007. (Wayback Machine) (engl.)
- History of the NASM (engl.)

38°52′51″N 77°01′12″W / 38.8808°N 77.0200°W